# Wildchild (houseproducer)
Wildchild was het belangrijkste pseudoniem voor de Britse houseproducer Roger McKenzie (22 juli 1971 - 25 november 1995) uit Southampton. McKenzie is vooral bekend om het nummer Renegade Master uit 1995. Kort na zijn hit overleed hij onverwacht aan hartfalen.

## Biografie
McKenzie werd geboren in Southampton maar verhuisde in 1991 naar Brighton. In de vroege jaren negentig haakte hij aan bij de ravescene aan de Britse zuidkust. Hij debuteerde met de Wildtrax EP Vol.l 1 op Loaded Records. De jaren hierna verschenen er nog vier delen van deze serie met daar op house met veel samples van onder andere Madonna, Aretha Franklin, Kraftwerk en Lisa Lisa & Cult Jam. Daarbij haakt hij in op de stijl van zijn grote voorbeeld Todd Terry. De tracks van de eerste vier ep's, die hij uitbrengt onder de naam The Wildchild Experience, werden verzameld op het album The Best Of Wildtrax (1994). Van deze ep's werden tracks als Jump To My Beat en Bring It On Down populair onder dj's. Tevens maakte hij samen met George Morel voor Strictly Rhythm het nummer Go With The Tempo als Aztec Jungle.
Zijn grote doorbraak kwam toen hij begin 1995 de ep Legends Of The Dark Black Part 2 uitbracht. Hierop stond het nummer Renegade Master, dat in de zomer van 1995 tot een wereldwijde hit uitgroeide. Daarna verhuisde hij met zijn vrouw naar New York richtte hij het label Dark & Black op. Eind 1995 overleed hij echter aan een hartaanval. Zeer onverwacht aangezien hij geen gezondheidsklachten had of drugs gebruikte. Na zijn dood kwam een heruitgave van Jump To My Beat en een remix van het nummer Do U Still, voor East 17. Zijn weduwe Donna Snell en zijn broer Steve voltooiden nog het onafgemaakte werk op The Unreleased Project (1997). Daarbij werden ook opnamen gemaakt van Noir McKenzie, zijn zoon waarvan Donna tijdens zijn overlijden zwanger was. In 1998 werd er door Fatboy Slim een nieuwe remix gemaakt van Renegade Master. Deze werd in eigen land nog een grotere hit dan het origineel.

## Discografie

### Hitnoteringen
| Single met eventuele hitnotering(en) in de Nederlandse Top 40 | Datum van verschijnen | Datum van binnenkomst | Hoogste positie | Aantal weken | Opmerkingen                                      |
| ------------------------------------------------------------- | --------------------- | --------------------- | --------------- | ------------ | ------------------------------------------------ |
| Legends Of The Dark Black Part 2 (Renegade Master)            | 1995                  | 22-07-1995            | 30              | 3            | Dancesmash op Radio 538                          |
| Renegade Master '98                                           | 1998                  | 7-3-1998              | tip8            |              | remix door Fatboy Slim / Dancesmash op Radio 538 |

### Albums
- The Best Of Wildtrax (1994)

### Singles en ep's
- Wildtrax vol. 1 (1991)
- Wildtrax vol. 2 (1993)
- Aztec Jungle - Go With The Tempo (1993)
- This 'Lil Black Boy - Wildvibes Vol. 1 (1993)
- Darkness - Don't Stop It (That Rock) (1993)
- Buffalo Soldier 1/2 Step EP (1993)
- Bitch - Bad Boy Soundclash Vol 01 (1993)
- Bitch - Comin Tru - Soundclash Vol. 2 (1993)
- Bitch - Bad Boy Come Again - Soundclash Vol. 3 (1993)
- Bitch - The Throwdown (1993)
- Wildtrax vol. 3 (1994)
- Wildtrax vol. 4 (1994)
- Jambalaya - Have A Good Time (1994)
- Buffalo Soldier - Lay Me Down (1994)
- Darkness - Take A Change / So Nice (1994)
- 100% Wild (1994)
- Wildtrax vol. 5 (1995)
- Legends Of The Dark Black Pt. 1 (1995)
- Legends Of The Dark Black Pt. 2 (1995)
- Renegade Master (1995)
- Jump To My Beat (1996)
- The Unreleased Project (1997)
- Bad Boy (1998)
- Renegade Master 98 (1998)